# Tupolev Tu-132
Tupolev Tu-132 è un progetto relativo ad un aereo da bombardamento a propulsione nucleare, ideato per operare a bassa quota. Tale progetto venne portato avanti dall'OKB Tupolev a partire dalla fine degli anni cinquanta. Tuttavia, lo sviluppo venne interrotto nella prima metà degli anni sessanta, ed il velivolo rimase interamente sulla carta.

## Sviluppo
L'ufficio tecnico di Andrej Nikolaevič Tupolev iniziò a lavorare al Tu-132 nello stesso periodo del Tupolev Tu-119. In dettaglio, si trattava di uno dei tre aerei militari supersonici di serie a propulsione nucleare che l'OKB-156 aveva intenzione di sviluppare ed immettere in servizio nella seconda metà degli anni settanta.
Il Tupolev Tu-132 avrebbe dovuto essere un bombardiere supersonico in grado di operare a bassa quota. Anche in questo caso, comunque, l'intero progetto rimase sulla carta a causa della cancellazione del programma relativo agli aerei atomici sovietici, nella prima metà degli anni sessanta.

## Tecnica
Il Tupolev Tu-132 avrebbe dovuto essere un aereo da bombardamento supersonico, in grado di operare a quote nell'ordine dei 150-500 metri. Caratterizzato da ala a delta ed impennaggio a freccia, avrebbe dovuto essere spinto da due turbogetti a funzionamento misto, in grado cioè di funzionare sia con l'energia nucleare, sia con normale benzina avio. Secondo il progetto, l'intero sistema propulsivo avrebbe dovuto essere posizionato nella parte posteriore della fusoliera, con il reattore alloggiato di fronte ai due turbogetti. Invece, il serbatoio del carburante sarebbe stato montato davanti al reattore. Si trattava di una soluzione utilizzata per aumentare la protezione dell'equipaggio. La benzina sarebbe stata utilizzata solo per le manovre di decollo e di atterraggio, mentre il reattore avrebbe dovuto provvedere alla fase di crociera.